# The Day of the Jackal (Fernsehserie)
The Day of the Jackal ist eine britische Spionage-Thriller-Fernsehserie nach einer Idee von Ronan Bennett. Es handelt sich um eine in die Gegenwart verlagerte freie Adaption des gleichnamigen Romans von Frederick Forsyth aus dem Jahr 1971, der zuvor bereits 1973 und 1997 als Spielfilm umgesetzt wurde. Die Rolle des titelgebenden Profikillers verkörpert Oscar-Preisträger Eddie Redmayne. Die Erstausstrahlung der ersten Staffel erfolgte in den USA vom 7. November 2024 bis zum 12. Dezember 2024 durch den Streaminganbieter Peacock, in England und Deutschland über Sky Atlantic und WOW. Noch im November 2024 wurde die Serie um eine zweite Staffel verlängert.

## Handlung
Verlegt in das aktuelle politische Zeitgeschehen stellt die Serie den international berüchtigten Profikiller mit dem Codenamen Schakal in den Mittelpunkt. Nach dem Mord an einem hochrangigen deutschen Politiker sieht sich dieser allerdings in ein Katz-und-Maus Spiel mit MI6-Agentin Bianca Pullman verstrickt, wodurch eine Jagd quer durch Europa entbrennt.

## Besetzung und Synchronisation
Die deutschsprachige Synchronisation entsteht bei RC Production in Berlin nach Dialogbüchern von Julius Hasper, Kathrin Neusser und Sarah Riedel, die Dialogregie führten Neusser und Riedel.

### Hauptdarsteller
| Rolle                                        | Schauspieler     | Hauptrolle (Episoden)                 | Synchronsprecher                                 |
| -------------------------------------------- | ---------------- | ------------------------------------- | ------------------------------------------------ |
| Alex Duggan / Charles Calthrop / Der Schakal | Eddie Redmayne   | 1.01–                                 | Timmo Niesner                                    |
| Nuria                                        | Úrsula Corberó   | 1.01–                                 | Karolina Nägele                                  |
| Osita „Osi“ Halcrow                          | Chukwudi Iwuji   | 1.01–                                 | Johannes Berenz                                  |
| Zina Jansone                                 | Eleanor Matsuura | 1.01–                                 | Alexandra Wilcke                                 |
| Bianca Pullman                               | Lashana Lynch    | 1.01–1.10                             | Flavia Vinzens                                   |
| Damian Richardson                            | Ben Hall         | 1.01–1.06, 1.08–1.10                  | Konrad Bösherz                                   |
| Isabel Kirby                                 | Lia Williams     | 1.01–1.04, 1.06, 1.08–                | Sabine Arnhold                                   |
| Paul Pullman                                 | Sule Rimi        | 1.01–1.02, 1.04–1.05, 1.07, 1.09–1.10 | Dennis Schmidt-Foß                               |
| Ulle Dag Charles                             | Khalid Abdalla   | 1.01–1.02, 1.04, 1.06–1.09            | Julien Haggège                                   |
| Alvaro                                       | Jon Arias        | 1.02–1.05, 1.07–1.10                  | Manolo Palma                                     |
| Edward Carver                                | Jonjo O’Neill    | 1.02–1.03, 1.06, 1.08–1.09            | Frank Schaff                                     |
| Timothy Winthorp                             | Charles Dance    | 1.02, 1.04, 1.07–                     | Lutz Riedel (1.02–1.07) Reinhard Kuhnert (1.08–) |
| Vince Pyne                                   | Nick Blood       | 1.04–1.08, 1.10                       | Tim Knauer                                       |
| Teddy                                        | Patrick Kennedy  | 1.04, 1.07–1.10                       | Gerrit Schmidt-Foß                               |

### Neben- und Gastdarsteller
| Rolle             | Schauspieler      | Nebenrolle (Episoden)      | Synchronsprecher  |
| ----------------- | ----------------- | -------------------------- | ----------------- |
| Jasmine Pullman   | Florisa Kamara    | 1.01–1.05, 1.07–1.08, 1.10 | Clara Drews       |
| Alison Stoke      | Kate Dickie       | 1.01–1.03                  | Anna Dramski      |
| Joachim Müller    | Jan-Martin Müller | 1.01–1.03                  | Jan-Martin Müller |
| Elias Fest        | Lucas Englander   | 1.01, 1.03                 | Lucas Englander   |
| Manfred Fest      | Burghart Klaußner | 1.01                       | Burghart Klaußner |
| Norman Stoke      | Richard Dormer    | 1.03–1.05                  | Torsten Michaelis |
| Petra Fest        | Wiebke Frost      | 1.03                       | Velia Krause      |
| Jeremy Whitelock  | Adam James        | 1.04, 1.08–1.10            | Jaron Löwenberg   |
| Marjorie Marshall | Lucy Russell      | 1.06, 1.09                 | Silke Matthias    |

## Produktion

### Hintergrund und Besetzung

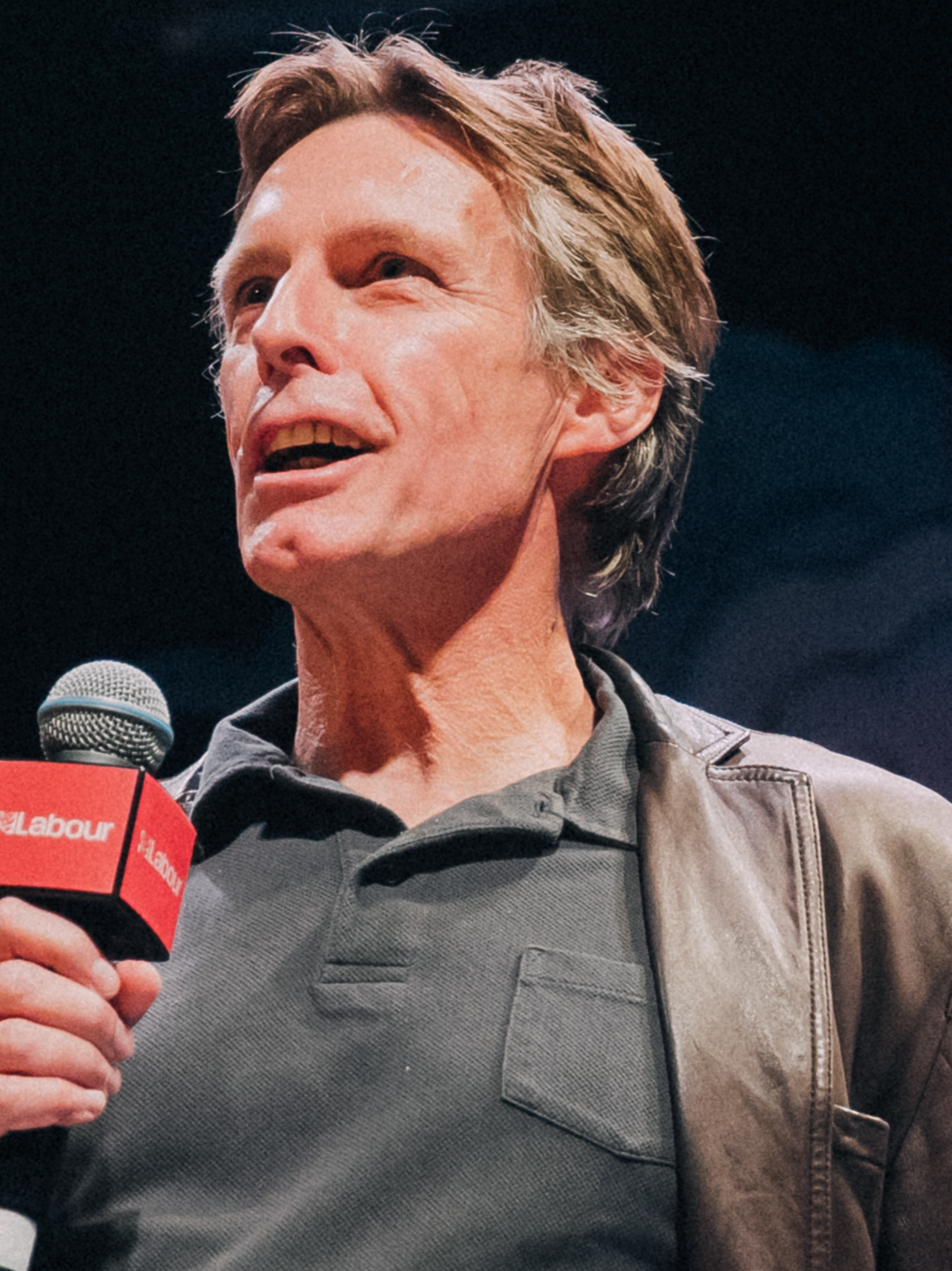
Showrunner und Hauptautor Ronan Bennett (2019)

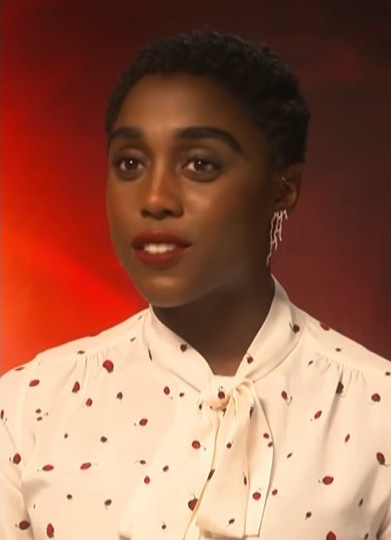
Lashana Lynch verkörperte in der ersten Staffel als Bianca Pullman die zentrale Gegenspielerin des Profikillers.

Im November 2022 wurde die Serie vom Streaminganbieter Peacock in Auftrag gegeben, als Showrunner und Hauptautor wurde der nordirische Schriftsteller Ronan Bennett verpflichtet, für die Regie engagierte man unter anderem Brian Kirk. Die Produktion übernahm Christopher Hall, wobei Romanautor Frederick Forsyth als Consulting Producer agierte.
Die Titelrolle des Schakals besetzte man im März 2023 mit Eddie Redmayne, der ebenfalls als Executive Producer involviert ist. Im Juni 2023 schloss sich Lashana Lynch dem Projekt an, ehe 2024 mit Úrsula Corberó, Richard Dormer, Chukwudi Iwuji und Charles Dance unter anderem die übrige Besetzung der ersten Staffel bekannt gegeben wurde.
Bereits im November 2024 wurde die Serie um eine weitere Staffel verlängert.

### Marketing und Veröffentlichung
Am 9. Oktober 2024 erfolgte die Veröffentlichung eines Trailers, nachdem im Juli 2024 ein Teaser Trailer präsentiert wurde.
The Day of the Jackal startete am 7. November 2024 auf in den USA auf Peacock, in England und Deutschland auf Sky Atlantic sowie WOW; zum Start waren die ersten fünf Episoden abrufbar, die übrigen fünf Episoden folgten bis zum 12. Dezember 2024 im wöchentlichen Rhythmus. Daneben zeigte der US-amerikanische Kabelsender NBC am 30. Dezember 2024 die Pilotepisode.

## Episodenliste

### Staffel 1
| Nr. (ges.) | Nr. (St.)                   | Deutscher Titel | Originaltitel | Erstausstrahlung USA | Regie             | Drehbuch        |
| --- | --------------------------- | --------------- | ------------- | -------------------- | ----------------- | --------------- |
| 1 | Tödlicher Anschlag          | Episode 1       | 7. Nov. 2024  | 7. Nov. 2024         | Brian Kirk        | Ronan Bennett   |
| Der Schakal, ein äußerst effektiver Attentäter, inszeniert einen Angriff unter falscher Flagge, bei dem er mehrere unbeteiligte Personen ermordet, um Elias Fest, den Sohn des rechtsextremen deutschen Politikers Manfred Fest, zu verletzen. Als der Vater seinen Sohn im Krankenhaus besucht, ermordet der Schakal ihn mit einem Scharfschützen-Schuss aus Rekordentfernung. Bei der Auswertung der Sicherheitsaufnahmen stellt die MI6-Waffenexpertin Bianca Pullman fest, dass er ein maßgeschneidertes Scharfschützengewehr mit einem zweiteiligen Lauf verwendet hat. Sie vermutet, dass die Waffe vom nordirischen Büchsenmacher Norman Stoke hergestellt wurde. Eine anonyme Quelle bietet dem Schakal einen neuen Auftrag an. Bei einem persönlichen Treffen mit der Kontaktperson, Zina Jansone, erfährt er, dass das Ziel der Milliardär Ulle Dag Charles ist, der kurz davor steht, eine bahnbrechende Technologie namens River auf den Markt zu bringen. Der Schakal verlangt 100 Millionen Dollar für die Ermordung eines so prominenten und gut geschützten Ziels. Nachdem der Schakal zu seiner Frau Nuria zurückgekehrt ist, weigert sich der Auftraggeber des Attentats auf Fest, ihm die restlichen 3,75 Millionen Dollar zu zahlen. Bianca kontaktiert ihre Kontaktperson in Belfast, Alison, Normans Schwägerin, um ihn ausfindig zu machen. Um Druck auf Alison auszuüben, lässt Bianca ihre aktivistische Tochter Emma verhaften. Der Plan geht jedoch nach hinten los, als Emma in Haft einen Herzstillstand erleidet. |                             |                 |               |                      |                   |                 |
| 2 | Der Hinterhalt              | Episode 2       | 7. Nov. 2024  | 7. Nov. 2024         | Brian Kirk        | Ronan Bennett   |
| Bianca vertuscht Emmas Tod, um Alison zu zwingen, Norman zu finden. Unter seinem Decknamen verbringt der Schakal Zeit in seinem Haus in Spanien mit Nuria und ihrem Sohn Carlito. Allerdings muss er vorzeitig abreisen, als er einen Hinweis auf die Quelle der zurückgehaltenen Zahlung für den Mord an Fest erhält. Nachdem sie den Schakal am Flughafen abgesetzt hat, sieht Nuria ihn zufällig, als er kurz in ihre Stadt zurückkehrt, um seine Bank zu besuchen, was sie zu der Annahme veranlasst, dass er eine Affäre hat. In München trifft er sich erneut mit Zina, die ihm bestätigt, dass ihr Arbeitgeber Timothy Winthrop seinen Bedingungen zugestimmt hat. Allerdings muss das Attentat innerhalb eines Monats ausgeführt werden, bevor Ulle River auf den Markt bringen kann. Der Schakal findet später heraus, dass Elias ihn angeheuert hat und sich nach dem Attentat weigert, ihn zu bezahlen. Währenddessen verfolgt Bianca ihre Ermittlungen gegen den Attentäter weiter und kommt zu dem Schluss, dass er Brite und ehemaliger Angehöriger der britischen Armee ist. Alison beschafft sich Normans Telefonnummer, sodass Bianca seinen Standort in Weißrussland ausfindig machen kann, wo sie hingeschickt wird, um ihn zu verhaften. Die Operation geht schief und Norman tötet zwei von Biancas Kollegen, bevor er flieht, was sie zu der Annahme veranlasst, dass er einen Tipp erhalten hat. |                             |                 |               |                      |                   |                 |
| 3 | Die undichte Stelle         | Episode 3       | 7. Nov. 2024  | 7. Nov. 2024         | Brian Kirk        | Ronan Bennett   |
| Der Koffer, der an Normans Aufenthaltsort gefunden wurde, enthält einen Prototyp des Spezialscharfschützengewehrs, mit dem Fest getötet wurde. Ihre Vorgesetzten Isabel Kirby und Osita Halcrow erlauben ihr, die Operation fortzusetzen. MI6-Fixer Carver beginnt mit der Untersuchung der Quelle der belarussischen Indiskretion, wobei Bianca, ihr Kollege Damian, Kirby und Halcrow unter Verdacht stehen. In Deutschland ruft der Schakal Nuria an, die ihn wegen ihrer Sichtung zur Rede stellt. Er versucht zu beweisen, dass er keine Affäre hat, aber Nuria bleibt misstrauisch. Mit Hilfe ihrer Mutter und ihres Bruders durchsucht sie das Heimbüro des Schakals und findet einen versteckten Tresor. Alison und ihr Ehemann Larry kommen in London an, um Emmas Leiche zu identifizieren. Alison macht Bianca wütend Vorwürfe, während Norman Larry kontaktiert und erfährt, was mit ihm passiert ist. Larry konfrontiert Alison und tötet sie, als er von ihrem Verrat erfährt. Der Schakal gibt sich als Fahrer aus und entführt Elias, um ihn zur Rede zu stellen, bevor er ihn erschießt. Bianca folgt einer Spur und entdeckt den Codenamen des Attentäters: Schakal. Nuria und ihre Familie brechen in einen zweiten versteckten Tresorraum in der Residenz des Schakals ein, in dem sich Geld, Waffen und ein Abguss des Gesichts des Schakals befinden, während dieser über CCTV zusieht, während er Deutschland verlässt.                                                                                                  |                             |                 |               |                      |                   |                 |
| 4 | Alte Bekannte               | Episode 4       | 7. Nov. 2024  | 7. Nov. 2024         | Anthony Philipson | Ronan Bennett   |
| Auf der Rückreise von München durch Frankreich hat der Schakal einen kleinen Autounfall und ist gezwungen, einen Autofahrer und einen Polizisten zu ermorden, um zu entkommen. Der MI6 erfährt, dass der Schakal erneut angeheuert wurde, kennt jedoch die Identität des Ziels nicht. Bianca findet heraus, dass der einzige Veteran der britischen Armee, der diesen Schuss ausführen könnte, Alexander Duggan, vermutlich 2013 bei einer IED-Explosion in Afghanistan ums Leben gekommen ist. Der Schakal überredet Nuria, mit ihm nach Paris zu kommen, wo er behauptet, ein Troubleshooter zu sein, der sich mit Unternehmensspionage beschäftigt, und damit vorübergehend ihre Bedenken zerstreut. Nachdem Larry Alison getötet hat, lockt er Bianca in eine Falle. Sie entkommt mit Hilfe des Schutzagenten Vincent Pyne, den sie bittet, wieder in ihr Team aufgenommen zu werden. Als sie nach Hause zurückkehrt, muss sie feststellen, dass Larry ihre Tochter Jasmine als Geisel genommen hat. Bianca schießt auf Larry, verletzt ihn und überwältigt ihn. Der Schakal kommt in Tallinn an, um mit den Vorbereitungen zu beginnen, und stürzt beinahe in den Tod, als er den Veranstaltungsort für Ullas Start von River auskundschaftet. Als er in sein Hotelzimmer zurückkehrt, stellt er fest, dass Zina ihn aufgespürt hat. |                             |                 |               |                      |                   |                 |
| 5 | Unter Druck                 | Episode 5       | 7. Nov. 2024  | 7. Nov. 2024         | Anthony Philipson | Jessica Sinyard |
| In Tallinn ist der Schakal gezwungen, Zina in seine Planung einzubeziehen. In Spanien ist Nuria immer noch nicht von seiner Geschichte überzeugt. Der Schakal kontaktiert Norman, um eine Waffe für die Ermordung von Ulle zu bauen. Da Norman jedoch in Weißrussland verwundet wurde, reist der Schakal nach Budapest, um ihm bei der Herstellung der Waffe zu helfen. Mit 3D-Druckern und anderen Werkzeugen bauen sie ein Kurzstrecken-Gewehr, das zerlegt und in einem orthopädischen Stiefel versteckt werden kann. Norman gesteht dem Schakal, dass er von jemandem aus dem MI6 einen Tipp erhalten hat, verrät jedoch nicht, von wem. In London verlassen Biancas Ehemann und Tochter nach Larrys Angriff ihr Zuhause, um bei Pauls Ex-Frau zu wohnen. Bianca und Vincent foltern Larry, der ihnen Normans Versteck verrät. Bianca findet außerdem heraus, dass Ulle das Ziel des Schakals ist. Der MI6 grenzt den wahrscheinlichsten Standort von Normans Versteck ein, woraufhin Bianca und Vincent nach Budapest reisen. Während er mit seinem Gewehr auf der Lauer liegt, kann der Schakal der Festnahme entkommen, während Norman überwältigt wird. Der Schakal ist gezwungen, Norman zu töten, um seine Spuren zu verwischen, bevor er knapp der Verfolgung entkommt. Erschöpft ruht er sich in einer Scheune aus, wird jedoch von einem Bauern bewusstlos geschlagen. |                             |                 |               |                      |                   |                 |
| 6 | Ein gutes Menschengesicht   | Episode 6       | 14. Nov. 2024 | 14. Nov. 2024        | Paul Wilmshurst   | Charles Cumming |
| Der Schakal wird vom Bauern Attila gefangen genommen und versucht, seine Freilassung auszuhandeln. Als dies scheitert, ermordet er sowohl Attila als auch dessen Bruder Gabor und nimmt den Landarbeiter Laszlo als Geisel, um zu fliehen. Biancas Team erfährt von den Todesfällen und beginnt mit den Ermittlungen. Der Schakal ruft Nuria an, um ihr zu gestehen, dass er es vielleicht nicht nach Hause schaffen wird. Sie bietet ihm an, ihm zu helfen, indem sie nach Budapest kommt. Ulle, der sich auf den Start von River in Tallinn vorbereitet, stößt auf Widerstand seitens seines Vorstands, den er jedoch ignoriert. Als er in Budapest ankommt, wo eine landesweite Fahndung nach ihm läuft, lässt der Schakal Laszlo frei, anstatt ihn zu töten, und zwingt ihn mit Drohungen zum Schweigen. Nuria kommt in der Stadt an und hilft dem Schakal, sich als älterer Rollstuhlfahrer zu verkleiden, um durch den Zoll zu kommen. Ironischerweise sitzt er auf dem Flug nach Tallinn hinter Bianca. Nach der Ankunft lockt und verführt der Schakal Rasmus, einen Arbeiter, den er zuvor am Veranstaltungsort kennengelernt hat. |                             |                 |               |                      |                   |                 |
| 7 | Zwei Schüsse                | Episode 7       | 21. Nov. 2024 | 21. Nov. 2024        | Paul Wilmshurst   | Shyam Popat     |
| Der Schakal bittet Zina um Hilfe im Umgang mit Bianca und Vincent. Zina schickt ein Killerkommando, um sie vor der britischen Botschaft anzugreifen, aber Bianca und Vincent töten ihre Angreifer. Nurias Bruder Alvaro stiehlt eine große Summe Geld und eine Waffe aus dem Tresor des Schakals für ein Geschäft, das der Schakal heimlich per Kamera beobachtet. Der Schakal gibt sich als Bauingenieur aus und täuscht Rasmus weiterhin, um Zugang zum Veranstaltungsort zu erhalten. Ein Polizist identifiziert den Schakal anhand eines Phantombildes. Bianca und Vincent durchsuchen seine Airbnb-Unterkunft, aber er wohnt mittlerweile bei Rasmus. Der Schakal infiltriert den Veranstaltungsort und nutzt die von Rasmus erhaltenen Baupläne, um ein Versteck zu finden. Er kommt an, bevor Ullas Sicherheitsteam das Gebäude zwei Tage vor der Veranstaltung abriegelt. Während er die nächsten zwei Tage in seinem Versteck wartet, erinnert er sich an die Anfänge seiner Beziehung zu Nuria. Die Veranstaltung beginnt, und der Schakal begibt sich in Position, um seinen Schuss abzugeben. Doch Sekunden bevor er seine Chance bekommt, versucht ein anderer Attentäter, Ulle zu erschießen, und ruiniert damit die Chance des Schakals. Er flieht aus dem Veranstaltungsort, aber Rasmus findet ihn und holt ihn ein. Der Schakal tötet Rasmus widerwillig, bevor er den Ort verlässt. |                             |                 |               |                      |                   |                 |
| 8 | Ein Mann wie ein Schakal    | Episode 8       | 28. Nov. 2024 | 28. Nov. 2024        | Paul Wilmshurst   | Ronan Bennett   |
| Der zweite Attentäter wird erschossen und als Mitglied des Sicherheitsteams identifiziert, das psychische Probleme hatte und Ulle nicht vertraute. Nach dem Attentatsversuch bemühen sich die Verschwörer und Ulle, ihre jeweiligen Pläne weiterzuverfolgen. Bianca kehrt zu ihrer Alexander-Duggan-Theorie zurück. Kirby setzt sich erfolgreich bei Außenminister Jeremy Whitelock dafür ein, Duggans Armeeakte freizugeben. Nuria sieht in den Nachrichten ein Phantombild des Schakals und ruft ihren Mann an, da sie erkennt, dass er ein Attentäter ist. Bianca besucht Larry im Gefängnis, doch er begeht vor ihren Augen Selbstmord. Halcrow wird als mutmaßlicher Maulwurf festgenommen. In Rückblenden wird gezeigt, dass der Schakal, der sich als Duggan entpuppt, ein Scharfschütze in einer Einheit ist, die Taliban-Führer in Afghanistan festnimmt oder eliminiert. Während ihres Urlaubs auf Zypern werden Alexander und sein Beobachter Gary von Kriminellen für 40.000 Pfund bestochen, um einen Auftragsmord auf der britisch kontrollierten Militärbasis in Akrotiri zu begehen. Eine Operation zur Festnahme eines hochrangigen Taliban-Führers geht schief, als Duggans Einheit in ein Feuergefecht gerät und eine Hochzeitsgesellschaft massakriert. Sie fordern einen Luftangriff an, um die Beweise zu vernichten. Angewidert von ihrem Kriegsverbrechen legt Duggan eine Straßenbombe, tötet die Einheit und sagt Gary, dass sie verschwinden müssen.                                                                 |                             |                 |               |                      |                   |                 |
| 9 | Tag Null                    | Episode 9       | 5. Dez. 2024  | 5. Dez. 2024         | Anu Menon         | Ronan Bennett   |
| Der Schakal kehrt nach Kroatien zurück, um die Sicherheitsvorkehrungen auf Ulles Insel zu überprüfen. Zina konfrontiert ihn mit seinem Versagen in Tallinn. Zurück in Spanien wird der Schakal von Nuria zur Rede gestellt. Er gibt zu, dass er ein Auftragskiller ist, und verspricht, nach dem Anschlag auf Ulle aufzuhören. Alvaro arrangiert einseitig ein Geschäftstreffen zwischen dem Schakal und einem lokalen Gangster namens Jimmie. Nuria gerät in Panik bei dem Gedanken, dass ihre Familie mit einem Gangsterboss mit brutaler Reputation in Verbindung gebracht werden könnte. Der Schakal erschießt Jimmie von einem Boot aus auf dem Meer, um die Bedrohung zu beseitigen. Die Meldung über den Tod erregt jedoch Biancas Aufmerksamkeit. Kirby beendet die MI6-Ermittlungen plötzlich, was Bianca verärgert. Halcrow bleibt unter Verdacht. Der Schakal reist nach Kroatien und ermordet einen lokalen Fischer, um dessen Boot zu stehlen. Während Ulls morgendlichem Schwimmen tötet der Schakal seinen Aufpasser, erschießt Ulle und flieht dann aus der Gegend. |                             |                 |               |                      |                   |                 |
| 10 | Mordbefehl für einen Mörder | Episode 10      | 12. Dez. 2024 | 12. Dez. 2024        | Anu Menon         | Ronan Bennett   |
| Die Veröffentlichung von River wird auf unbestimmte Zeit verschoben. Bianca verlässt den MI6, da Kirby sich weigert, die Jagd auf den Schakal fortzusetzen. Es stellt sich heraus, dass Kirby auf Befehl von Whitelock handelt und heimlich für Winthrop arbeitet. Kirby lockt Bianca mit einer nicht genehmigten Operation, um den Schakal zu töten. Bianca nimmt den Auftrag an und rekrutiert Vincent. Sie folgen einer Spur, um das Anwesen des Schakals in Spanien zu überwachen, das Nuria schließlich mit Carlito verlässt. Bei dem Versuch, Kroatien zu verlassen, wird der Schakal verwundet und entführt schließlich ein älteres Ehepaar. Er tötet sie, als sie versuchen, ihn zu überwältigen. Schließlich kehrt er nach Hause zurück. Bianca und Vincent dringen in das Haus ein, werden jedoch von einem betrunkenen Alvaro überrascht, der erschossen wird, wodurch der Schakal alarmiert wird. Der Schakal tötet daraufhin Vincent und Bianca. Auf der Flucht aus dem Haus wird der Schakal von Winthrops Männern überfallen. Kirby wird später zum Chief befördert. Sie behauptet, dass Bianca und Vincent abtrünnig geworden seien, aber Halcrow kennt dank einer letzten SMS von Bianca die Wahrheit. In Budapest trifft sich der Schakal mit Zina, die ebenfalls einem Anschlag auf ihr Leben entkommen ist. Sie verrät Winthrop als ihren Auftraggeber. Schakal willigt ein, Rache zu nehmen, macht sich aber zunächst auf die Suche nach Nuria und Carlito.                                                                |                             |                 |               |                      |                   |                 |

## Rezeption

### Kritiken

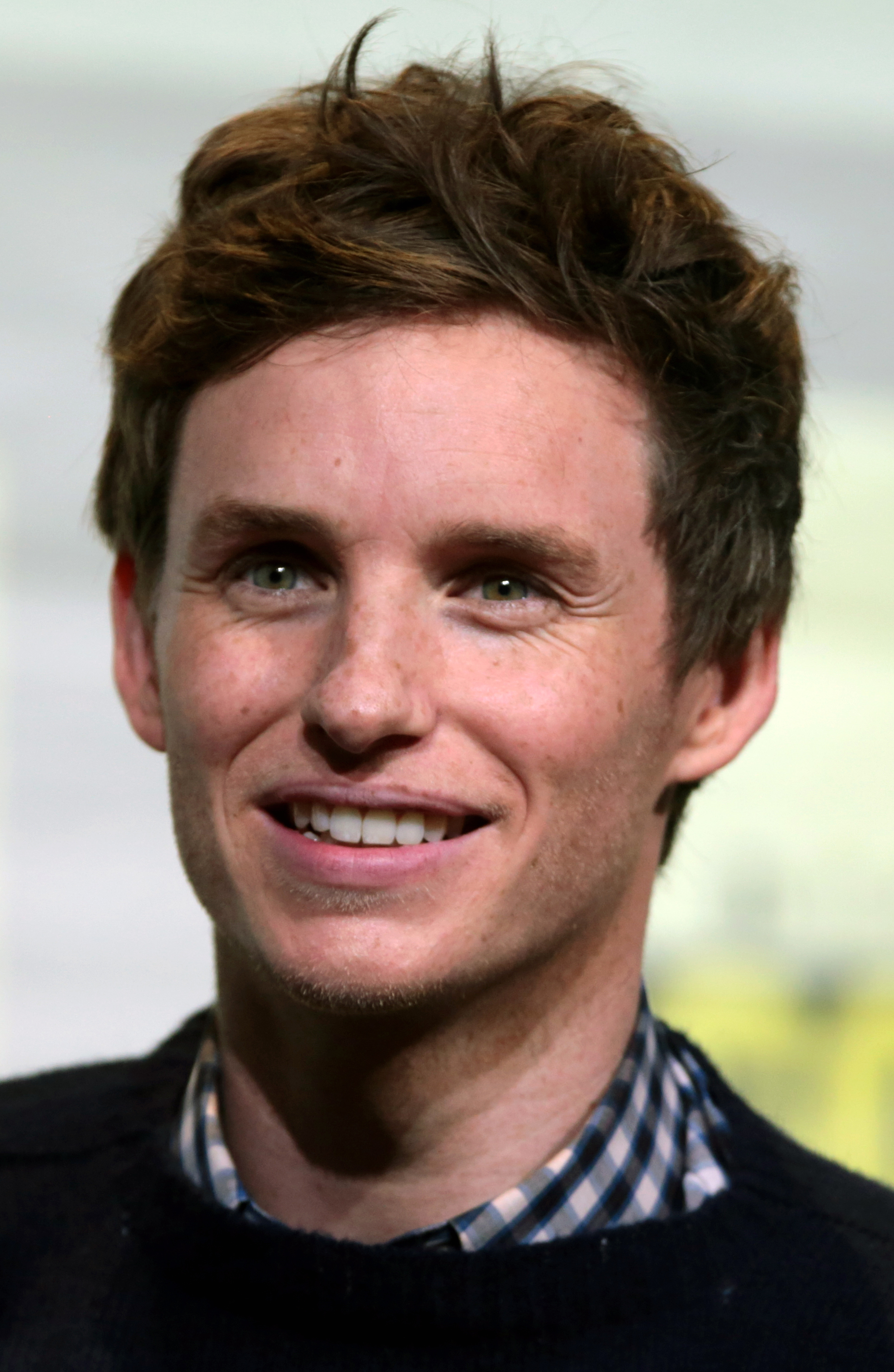
Eddie Redmayne erhielt mehrheitlich Zuspruch für seine Darbietung als titelgebender Schakal.

Auf Rotten Tomatoes erreichte The Day of the Jackal basierend auf 52 erfassten Kritiken 85 % Zustimmung. Bei Metacritic verzeichnete die Serie basierend auf 28 gelisteten Kritiken einen Metascore von 72 von 100 möglichen Punkten.

### Nominierungen
Critics’ Choice Television Awards 2025
- Nominierung als beste Dramaserie
- Nominierung für den besten Hauptdarsteller in einer Dramaserie (Eddie Redmayne)

Golden Globe Awards 2025
- Nominierung als beste Serie – Drama
- Nominierung für den besten Serien-Hauptdarsteller – Drama (Eddie Redmayne)

Satellite Awards 2024
- Nominierung für den besten Darsteller in einer Serie (Drama/Genre) (Eddie Redmayne)[19]

Screen Actors Guild Awards 2025
- Nominierung für den besten Darsteller in einer Dramaserie (Eddie Redmayne)
- Nominierung für das beste Schauspielensemble in einer Dramaserie